# Gabriel de Luetz

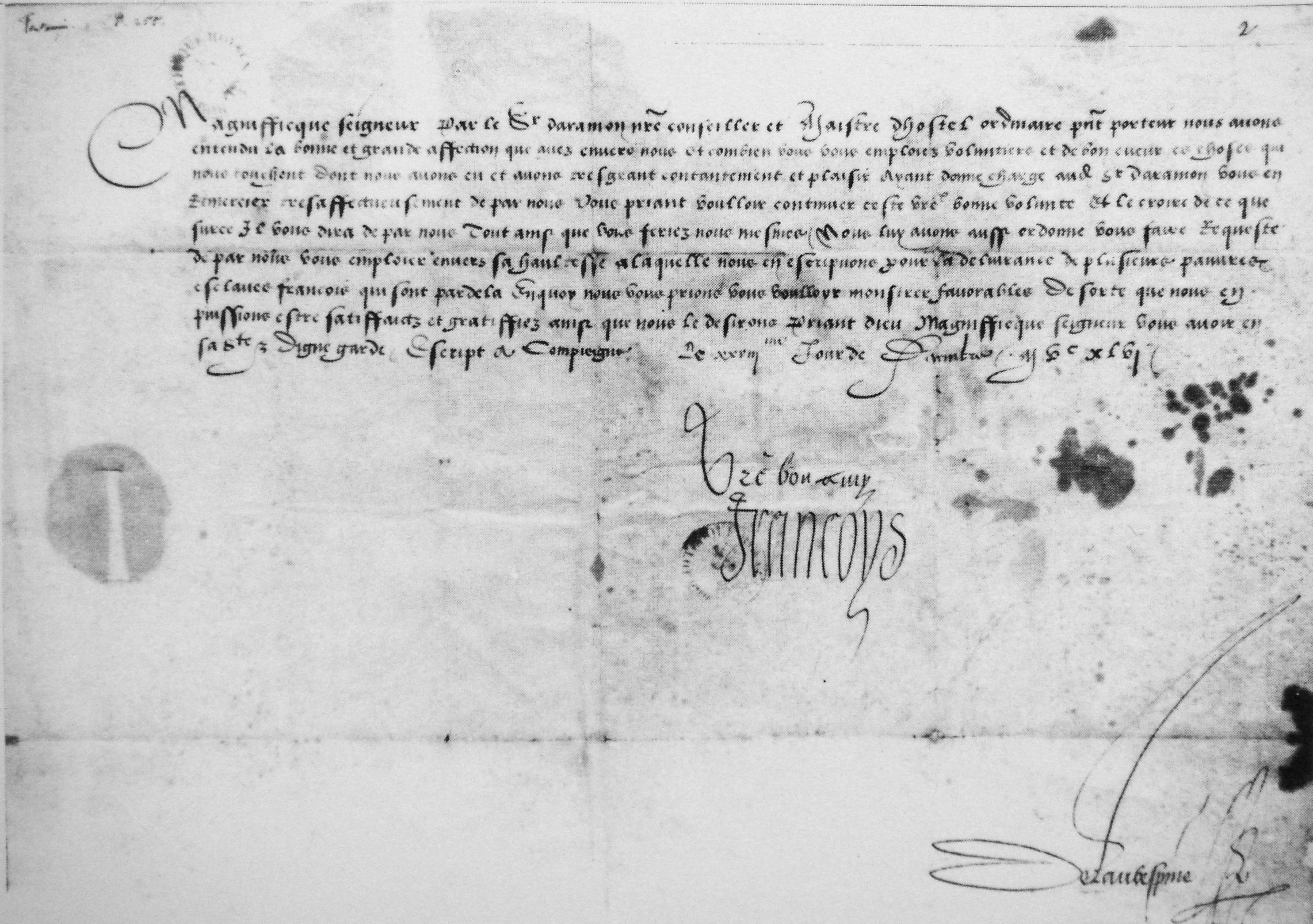
Lettre de François Ier au drogman Janus Bey, 28 décembre 1546, remise par Gabriel de Luetz. La lettre est contresignée par le secrétaire d’État Claude de L'Aubespine (coin en bas, à droite)

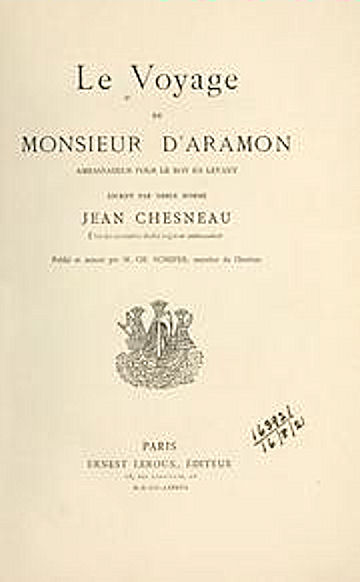
Le voyage de Monsieur d’Aramon consacré à Gabriel de Luetz.

Gabriel de Luetz ou de Luez, baron et seigneur d’Aramon et de Vallabrègues, né à Nîmes vers 1508, marié en 1526, mort en Provence en 1553 ou 1554, est un ambassadeur français nommé par le roi de France, François Ier, auprès de la Sublime Porte et l’Empire ottoman (1546-1553).

## Diplomate et ambassadeur
Nommé officiellement par François Ier ambassadeur en 1546, en remplacement de son prédécesseur, Antoine Escalin des Aimars, Gabriel de Luetz connaît déjà l’Empire ottoman en raison d’une mission antérieure en Turquie. C’est lui qui fit conclure, sous l’inspiration du pape Paul III, l’alliance entre Soliman le Magnifique et le roi de France, contre laquelle Charles Quint poussa de si hauts cris. Il est resté célèbre parmi les diplomates français au Levant pour avoir accompagné Soliman le Magnifique dans sa longue et difficile campagne de Perse de 1548 à 1549, équipée relatée par un homme de sa suite, Jean Chesneau, dans son Voyage de Monsieur d’Aramon.
Gabriel de Luetz rejoint son poste à la Sublime Porte, accompagné par une vaste suite de scientifiques, Jean de Monluc, le botaniste Pierre Belon, le naturaliste Pierre Gilles d’Albi, le cosmographe André Thevet, le voyageur Nicolas de Nicolay qui publièrent leurs conclusions à leur retour au France et contribuèrent grandement au développement de la science en France pendant la Renaissance.

## Soutien français dans la guerre entre Ottomans et Safavides
En 1547, lorsque Soliman le Magnifique attaque la Perse au cours de la deuxième campagne de la guerre entre Ottomans et Safavides, la France lui envoie l’ambassadeur Gabriel de Luetz pour l’accompagner dans sa campagne. Dans le cadre de l’Alliance franco-ottomane, Gabriel de Luetz donne des conseils militaires essentiels à Soliman, notamment lorsqu’il le conseille sur l’emplacement de l’artillerie au cours du siège de Van.
En 1551, le roi Henri II de France envoie l’ambassadeur Gabriel de Luetz depuis Marseille avec deux galères afin de rejoindre la flotte ottomane devant le port de Tripoli en Afrique du Nord. Officiellement, il doit intervenir pour faire cesser le siège de la ville, tenue par l’ordre de Saint-Jean de Jérusalem, ce dernier n’étant pas alors reconnu comme ennemi de l’Alliance franco-ottomane contre les Hasbourg. Mais il ne peut qu’assister au siège de la ville et à sa prise par l'amiral ottoman, Sinân Pacha. À cette occasion, l’ambassadeur obtint de ses alliés la grâce des Hospitaliers de l'ordre de Saint-Jean de Jérusalem qui avaient tenu la place. Son rôle sera par la suite très critiqué par Charles Quint et le pape Jules III, l’accusant d’avoir favoriser la chute de la ville.
À la fin de l’année 1551, Gabriel de Luetz, possédant une parfaite connaissance de l’Orient et ayant acquis une exceptionnelle expérience du pays et de ses gouvernants, rejoint la cour de Soliman à Edirne.
Gabriel de Luetz meurt en 1553 ou 1554, de retour en Provence, et son poste d’ambassadeur passe à Michel de Codignac.

## Marquis des îles d’Or
À la fin de sa vie, il possédait les îles d’Or, que lui avait abandonnées, pour le remercier de l’avoir fait libérer des prisons turques, un gentilhomme allemand, Christophe, comte de Rogendorff, baron de Molembourg, passé au service de la France, lequel les avait reçues en 1550 du roi Henri II en compensation des biens qu’il avait perdus en Allemagne. Cette cession fut avalisée par le roi en février 1552. Portant le titre de « marquis des îles d’Or », Luetz eut donc le droit d’ajouter à ses armes sept fleurs de lys d’argent sur fond d’azur.